# Skatolia
Skatolia – zaburzenie psychiczne polegające na rozsmarowywaniu swoich fekaliów na ciele i otoczeniu. Skatolię, czyli aktywne rozsmarowywanie fekaliów, odróżnia się od nietrzymania moczu i kału, i w efekcie pobrudzenia się nimi, co jest zachowaniem biernym. Skatolia może być objawem towarzyszącym innym zaburzeniom, jak demencja, niepełnosprawność intelektualna czy skryte zachowania agresywne. Towarzyszyć może także, wraz z innymi objawami, chorobie Alzheimera. Według niektórych, głównym powodem skatolii są zaparcia i skatolia ustępuje wraz z nim, jednak według przeciwnego punktu widzenia skatolia to forma okazywania protestu. Według podsumowania zebranych danych, takie jasne rozróżnienia nie są jeszcze możliwe i problem jest bardziej złożony.